# Ford Nutzfahrzeuge
Bei Ford-Nutzfahrzeugen handelt es sich um Kleintransporter, Lastwagen und Omnibusse. Hier aufgelistet sind die Nutzfahrzeug-Baureihen, die von Ford in Deutschland produziert oder vertrieben wurden.

## Überblick
Die 1926 in Berlin begonnene und 1931 nach Köln verlagerte LKW- und Omnibus-Fertigung in Deutschland wurde 1961 wegen chronisch sinkender Verkaufszahlen eingestellt. Vor allem die von Ford Köln 1955 neu entwickelten, ventillosen Zweitakt-Dieselmotoren vermochten die Kunden nicht zu überzeugen, da sie technisch noch nicht ausgereift genug waren, als sie auf den Markt kamen, und den bis dahin guten Ruf der Ford-LKW deswegen gründlich ruinierten.
Seit 1953 bietet Ford unter dem Namen Transit bis heute durchgehend einen Kleintransporter an.
Ab 1973 versuchte Ford, wieder auf dem Markt für mittlere und schwere LKW Fuß zu fassen, zunächst mit der aus Großbritannien übernommenen N- bzw. D-Serie. Diese wurde ab 1975 durch den Fernverkehrslastwagen Ford Transcontinental ergänzt und 1981 durch den Ford Cargo ersetzt. Während der Transcontinental 1984 ersatzlos auslief, wurde der Cargo noch bis 1992 in Deutschland angeboten. Letztlich zog sich Ford mit dessen Auslaufen aus dem LKW-Markt erneut zurück. Das britische Herstellerwerk war bereits zuvor an den Wettbewerber IVECO verkauft worden.
In Europa ist im Bereich der schweren LKW Ford mit dem Ford F-MAX vertreten, der bei Ford Otosan produziert und in Deutschland durch Ford Trucks vertrieben wird.

## Typentabelle
| Bauzeit Produzierte Fahrzeuge | Baureihe                                   | Anmerkung | Bild |
| ----------------------------- | ------------------------------------------ | --- | ---- |
| Kleinbus / Kleintransporter   |                                            | |      |
| 1953–1965                     | Ford FK 1000, 1250 und Ford Taunus Transit | Entwicklung von Ford Köln, Kleinbus bzw. Transporter                                                                         |      |
| 1965–1978                     | Ford Transit II                            | Britische Entwicklung, Kleinbus bzw. Transporter                                                                             |      |
| 1978–1985                     | Ford Transit III                           | Kleinbus bzw. Transporter |      |
| 1985–1993                     | Ford Econovan                              | Lieferwagen / Bus |      |
| 1986–2000                     | Ford Transit IV                            | Kleinbus bzw. Transporter |      |
| 2000–2006                     | Ford Transit V                             | Kleinbus bzw. Transporter |      |
| seit 2003                     | Ford Transit Connect                       | Kleintransporter |      |
| seit 2013                     | Ford Transit Custom                        | Kleintransporter |      |
| seit 2006                     | Ford Transit VI                            | Kleinbus bzw. Transporter |      |
| Lastkraftwagen                |                                            | |      |
| 1948–1958                     | Ford Rhein / Ford Ruhr                     | Lastwagen (Langhauber, 1,5–3 Tonnen Nutzlast)                                                                                |      |
| 1951–1961                     | Ford FK-Serie                              | Entwicklung von Ford Köln, 2-Takt-Dieselmotoren, Lastwagen (2 bis 4,5 Tonnen Nutzlast)                                       |      |
| 1956–1961                     | Ford G398 („Nato-Ziege“)                   | Militärlastwagen (Hauber) |      |
| 1973–1981                     | Ford A-Serie                               | Britische Entwicklung, Klein-Lastwagen (bis 5,6 t Gesamtgewicht)                                                             |      |
| 1973–1981                     | Ford N-Serie                               | Britische Entwicklung, mittlerer Lastwagen (bis 14,5 t Gesamtgewicht)                                                        |      |
| 1975–1984                     | Ford Transcontinental (H-Serie)            | Schwer-Lastwagen (bis 38 t Gesamtgewicht)                                                                                    |      |
| 1981–1992                     | Ford Cargo                                 | Britische Entwicklung, teilweise mit luftgekühlten Deutz-Dieselmotoren, mittlerer Lastwagen (zuletzt bis 40 t Gesamtgewicht) |      |
| Minibus , Omnibus             |                                            | |      |
| 1948–1955                     | Ford Rhein                                 | Die Baureihe wurde auch als Omnibus angeboten                                                                                |      |
| 1951–1961                     | Ford FK-Serie                              | Die FK-Serie diente auch als Omnibusfahrgestell G798B und G199B                                                              |      |
| 1965–1981                     | Ford D-Serie                               | Die D-Serie (in D N-Serie) wurde auch als Omnibus angeboten                                                                  |      |
| 1972–1982                     | Ford A-Serie                               | Die A-Serie aus britischer Entwicklung wurde auch als Minibus angeboten                                                      |      |
| seit 1965                     | Ford Transit                               | der Transit wird seit der 2. Generation auch ab Werk oder durch Zulieferer als Minibus angeboten                             |      |